# Mieczysław Goleń
Mieczysław Goleń (ur. 10 marca 1924 w Jedliczu, zm. 15 kwietnia 1979 w Sanoku) – polski działacz partyjny zakładowy i gospodarczy.

## Życiorys

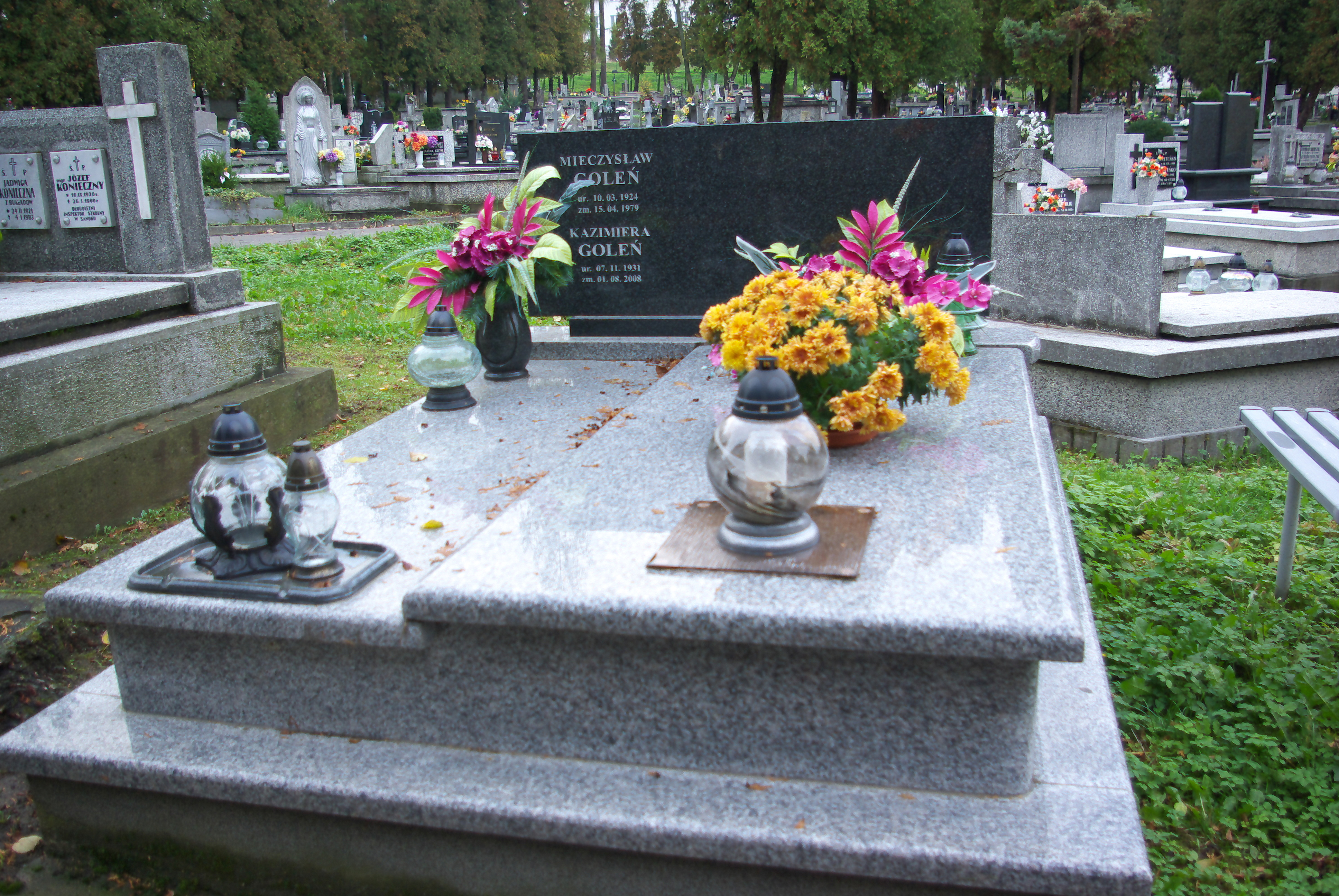
Grobowiec Mieczysława i Kazimiery Goleniów na Cmentarzu Centralnym w Sanoku

Urodził się 10 marca 1924 w Jedliczu. Był synem Stanisława. 
Podczas II wojny światowej w czasie okupacji niemieckiej w 1941 podjął pracę jako robotnik w rafinerii nafty w rodzinnym Jedliczu. Po 1944 został członkiem PPS, a później PZPR. Od początku lat 50. pracował w Wydziale Ekonomicznym Komitetu Wojewódzkiego PZPR w Rzeszowie. Od 1951 do 1953 pełnił stanowisko I sekretarza Komitetu Powiatowego PZPR w Sanoku. W latach 50. pracował na stanowiskach gospodarczych i partyjnych. Według dokumentacji zgromadzonej w IPN w latach 50. był rezydentem o pseudonimie „Kwiat”. Od 1959 do 1974 był I sekretarzem Komitetu Zakładowego PZPR w Sanockiej Fabryce Autobusów „Autosan” (jego następcą był Bronisław Bikowski). W tym czasie zakład przechodził okres rozwoju. Mieczysław Goleń przyczynił się do powstania pisma „Gazeta Sanocka – Autosan”. W 1974 przeszedł na rentę. Zmarł nagle 15 kwietnia 1979 w Sanoku. Trumna z jego zwłokami była wystawiona w budynku Sanockiego Domu Kultury. Został pochowany w alei zasłużonych na nowym cmentarzu przy ul. Jana Matejki w Sanoku 18 kwietnia 1979. Jego żoną była Kazimiera (1931-2008).

## Odznaczenia
- Krzyż Oficerski Orderu Odrodzenia Polski[3].
- Krzyż Kawalerski Orderu Odrodzenia Polski[3].
- Krzyż Zasługi[3].
- Złoty Medal 30-lecia Polski Ludowej (1974)[16].
- Brązowy Medal „Za zasługi dla obronności kraju”[3].
- Inne odznaczenia i medale oraz odznaczenia resortowe[3].